# Antiche unità di misura del circondario di Castelnuovo di Garfagnana
Sono qui riportate le conversioni tra le antiche unità di misura in uso nel circondario di Castelnuovo di Garfagnana e il sistema metrico decimale, così come stabilite ufficialmente nel 1877.
Nonostante l'apparente precisione nelle tavole, in molti casi è necessario considerare che i campioni utilizzati (anche per le tavole di epoca napoleonica) erano di fattura approssimativa o discordanti tra loro.
A causa del metodo inappropriato utilizzato nelle province toscane nel 1808 e a causa dell'impossibilità di reperire tutti i campioni originali, nel 1877 venne stabilito di utilizzare per le unità toscane i valori del 1808 però in forma approssimata.

## Misure di lunghezza
| Comuni                                                                  | Denominazione | Valore   | Unità |
| ----------------------------------------------------------------------- | ------------- | -------- | ----- |
| Tutti i comuni                                                          | Braccio       | 0,595500 | m     |
| Gallicano, Minucciano, Castiglione di Garfagnana, Molazzana e Vergemoli | Braccio       | 0,590432 | m     |

Il braccio di Castelnuovo e quello di Gallicano si dividono in 12 once.
Sei braccia di Castelnuovo fanno una pertica.
Cinque braccia di Gallicano fanno una pertica.

## Misure di superficie
| Comuni                                                                  | Denominazione    | Valore  | Unità |
| ----------------------------------------------------------------------- | ---------------- | ------- | ----- |
| Tutti i comuni                                                          | Pertica quadrata | 12,7663 | m²    |
| Gallicano, Minucciano, Castiglione di Garfagnana, Molazzana e Vergemoli | Coltra           | 4009,01 | m²    |

La pertica quadrata di Castelnuovo si divide in 36 braccia quadrate.
La coltra di Gallicano si divide in 460 pertiche quadrate.

## Misure di volume
| Comuni                                                                  | Denominazione | Valore  | Unità |
| ----------------------------------------------------------------------- | ------------- | ------- | ----- |
| Tutti i comuni                                                          | Braccio cubo  | 211,176 | L     |
| Gallicano, Minucciano, Castiglione di Garfagnana, Molazzana e Vergemoli | Braccio cubo  | 205,830 | L     |

Il braccio cubo di Castelnuovo e quello di Gallicano si dividono in 1728 once cube.

## Misure di capacità per gli aridi
| Comuni                                                                  | Denominazione  | Valore   | Unità |
| ----------------------------------------------------------------------- | -------------- | -------- | ----- |
| Tutti i comuni                                                          | Sacco da grano | 129,7829 | L     |
| Tutti i comuni                                                          | Sacco da biade | 133,3333 | L     |
| Gallicano, Minucciano, Castiglione di Garfagnana, Molazzana e Vergemoli | Sacco          | 73,2896  | L     |

Il sacco da grano di Castelnuovo si divide in 8 mozzini.
Il sacco da biada di Castelnuovo si divide in 4 mine.
Il sacco di Gallicano, quello di Lucca, si divide in 3 staia, lo staio in 4 quarte, la quarta in 2 quartucci.

## Misure di capacità per i liquidi
| Comuni                                                                  | Denominazione               | Valore  | Unità |
| ----------------------------------------------------------------------- | --------------------------- | ------- | ----- |
| Tutti i comuni                                                          | Barile                      | 39,1750 | L     |
| Gallicano, Minucciano, Castiglione di Garfagnana, Molazzana e Vergemoli | Barile da vino              | 40,2077 | L     |
| Gallicano, Minucciano, Castiglione di Garfagnana                        | Barile da olio fino         | 40,1357 | L     |
| Gallicano, Minucciano, Castiglione di Garfagnana                        | Barile da olio della marina | 47,4331 | L     |

Il barile di Castelnuovo si divide in 36 boccali.
Il barile da vino di Gallicano, quello di Lucca, si divide in 34 boccali.
Il barile da olio fino di Gallicano è di 110 librette.
Il barile da olio di marina di Gallicano è di 130 librette.

## Pesi
| Comuni                                                                 | Denominazione | Valore  | Unità |
| ---------------------------------------------------------------------- | ------------- | ------- | ----- |
| Tutti i comuni                                                         | Libbra        | 334,001 | g     |
| Gallicano, Minucciano, Castiglione di Garfagnana, Molazzano, Vergemoli | Libbra        | 334,500 | g     |

La libbra si divide in 12 once, l'oncia in 24 denari.